# Grüne Charta von der Mainau
Die Grüne Charta von der Mainau ist ein Manifest, das am 20. April 1961 anlässlich des fünften Mainauer Rundgespräches von 16 Personen unterzeichnet wurde, die damals auf dem Gebiet des Natur- und Landschaftsschutzes in der Bundesrepublik Deutschland einen Namen hatten. Die „Charta“ wurde von Graf Lennart Bernadotte initiiert und von Bundespräsident Lübke, der auf der Tagung anwesend war, verkündet.
Unterzeichner waren unter anderem Konrad Buchwald, Gerhard Olschowy, Walter Rossow, Ernst Schröder, Alwin Seifert und Alfred Toepfer.

## Inhalt
Die Charta stellt die Forderungen in zwölf Punkten zusammen:
1. eine rechtlich durchsetzbare Raumordnung für alle Planungsebenen unter Berücksichtigung der natürlichen Gegebenheiten;
2. die Aufstellung von Landschaftsplänen, von Grünordnungsplänen in allen Gemeinden für Siedlungs-, Industrie- und Verkehrsflächen;
3. ausreichender Erholungsraum durch Bereitstellung von Gartenland, freier Zugang zu Wäldern, Bergen, Seen und Flüssen und sonstigen landschaftlichen Schönheiten, stadtinnerer Freiraum in Wohnungsnähe für die tägliche Erholung, stadtnaher Erholungsraum für das Wochenende und stadtferner Erholungsraum für die Ferien;
4. die Sicherung und der Ausbau eines nachhaltigen fruchtbaren Landbaus und einer geordneten ländlichen Siedlung;
5. verstärkte Maßnahmen zur Erhaltung und Wiederherstellung eines gesunden Naturhaushaltes, insbesondere durch Bodenschutz, Klima- und Wasserschutz;
6. die Schonung und nachhaltige Nutzung des vorhandenen natürlichen oder von Menschenhand geschaffenen Grüns;
7. die Verhinderung vermeidbarer, landschaftsschädigender Eingriffe, z. B. beim Siedlungs- und Industriebau, beim Bergbau, Wasserbau und Straßenbau;
8. die Wiedergutmachung unvermeidbarer Eingriffe, insbesondere die Wiederbegrünung von Unland;
9. eine Umstellung im Denken der gesamten Bevölkerung durch verstärkte Unterrichtung der Öffentlichkeit über die Bedeutung der Landschaft in Stadt und Land und die ihr drohenden Gefahren;
10. die stärkere Berücksichtigung der natur- und landschaftskundlichen Grundlagen im Erziehungs- und Bildungswesen;
11. der Ausbau der Forschung für alle den natürlichen Lebensraum angehenden Disziplinen;
12. ausreichende gesetzgeberische Maßnahmen zur Förderung und Sicherung eines gesunden Lebensraumes.

Die Unterzeichner der Charta haben 1962 folgerichtig auch einen Verein, den Deutschen Rat für Landespflege (kurz DRL) gegründet, der sich zur Aufgabe gemacht hat, die aufgestellten Forderungen in die Tat umzusetzen: durch Forschung, Modellvorhaben und Beratung von Behörden, die sich mit Raumordnung und Naturschutz befassen.
2011 veröffentlichte Hans-Werner Frohn in der Zeitschrift Studienarchiv Umweltgeschichte einen Artikel mit dem Titel 50 Jahre „Grüne Charta von der Mainau“. Ein wegweisendes Naturschutz- und Umweltdokument öffnete in der Bundesrepublik ein Fenster zur Moderne. – Zur Entstehungsgeschichte der „Grünen Charta von der Mainau“.

## Rezeption
Die Grüne Charta von der Mainau war Vorbild der „Grünen Charta der CDU Südbaden“, einer umfassenden umweltpolitischen Strategie, die 1984 durch den damaligen Regierungspräsidenten Norbert Nothhelfer und den damaligen Vorsitzenden der CDU-Fraktion im Landtag und späteren Ministerpräsidenten Erwin Teufel in die Umweltpolitik von Baden-Württemberg eingebracht wurde.